# Uruguay aux Jeux olympiques d'été de 2020
L'Uruguay participe aux Jeux olympiques de 2020 à Tokyo au Japon. Il s'agit de sa 22e participation à des Jeux d'été.

## Athlètes engagés
| Sport      | Hommes | Femmes | Total |
| ---------- | ------ | ------ | ----- |
| Athlétisme | 1      | 2      | 3     |
| Aviron     | 2      | 0      | 2     |
| Judo       | 1      | 0      | 1     |
| Natation   | 1      | 1      | 2     |
| Voile      | 1      | 2      | 3     |
| Total      | 6      | 5      | 11    |

## Résultats

### Athlétisme
| Athlète             | Épreuve         | 1er tour      | 1er tour | Demi-finale  | Demi-finale | Finale   | Finale   |
| Athlète             | Épreuve         | Temps         | Rang     | Temps        | Rang        | Temps    | Rang     |
| ------------------- | --------------- | ------------- | -------- | ------------ | ----------- | -------- | -------- |
| Déborah Rodríguez   | 800 m féminin   | 2 min 0 s 90  | 2e       | 2 min 1 s 76 | 7e          | Éliminée | Éliminée |
| María Pía Fernández | 1 500 m féminin | 4 min 59 s 56 | 15e      | Éliminée     | Éliminée    | Éliminée | Éliminée |

| Athlète       | Épreuve                   | Qualification | Qualification | Finale      | Finale  |
| Athlète       | Épreuve                   | Performance   | Rang          | Performance | Rang    |
| ------------- | ------------------------- | ------------- | ------------- | ----------- | ------- |
| Emiliano Lasa | Saut en longueur masculin | 7,95 m        | 13e           | Éliminé     | Éliminé |

### Aviron
| Athlète                     | Compétition                          | Série         | Série | Repêchages    | Repêchages | Demi-finale                   | Demi-finale | Finale                 | Finale |
| Athlète                     | Compétition                          | Temps         | Rang  | Temps         | Rang       | Temps                         | Rang        | Temps                  | Rang   |
| --------------------------- | ------------------------------------ | ------------- | ----- | ------------- | ---------- | ----------------------------- | ----------- | ---------------------- | ------ |
| Bruno Cetraro Felipe Klüver | Deux de couple poids légers masculin | 6 min 42 s 85 | 6e    | 6 min 36 s 87 | 3e         | Demi-finale A/B 6 min 11 s 48 | 2e          | Finale A 6 min 24 s 21 | 6e     |

### Judo
| Athlète          | Compétition           | 1er tour            | 2e tour             | Quart de finale     | Demi-finale         | Repêchage           | Finale              | Rang    |
| Athlète          | Compétition           | Adversaire Résultat | Adversaire Résultat | Adversaire Résultat | Adversaire Résultat | Adversaire Résultat | Adversaire Résultat | Rang    |
| ---------------- | --------------------- | ------------------- | ------------------- | ------------------- | ------------------- | ------------------- | ------------------- | ------- |
| Alain Aprahamian | Moins de 81 kg hommes | Exempté             | Pacek Défaite 00-10 | Éliminé             | Éliminé             | Éliminé             | Éliminé             | Éliminé |

### Natation
| Athlète       | Épreuve                  | Série         | Série | Demi-finale | Demi-finale | Finale   | Finale   |
| Athlète       | Épreuve                  | Temps         | Rang  | Temps       | Rang        | Temps    | Rang     |
| ------------- | ------------------------ | ------------- | ----- | ----------- | ----------- | -------- | -------- |
| Enzo Martínez | 50 m nage libre masculin | 22 s 52       | 35e   | Éliminé     | Éliminé     | Éliminé  | Éliminé  |
| Nicole Frank  | 200 m 4 nages féminin    | 2 min 18 s 93 | 27e   | Éliminée    | Éliminée    | Éliminée | Éliminée |

### Voile
| Athlète                         | Compétition         | Régate | Régate | Régate | Régate | Régate | Régate | Régate | Régate | Régate | Régate | Régate      | Régate      | Régate | Total net | Rang final |
| Athlète                         | Compétition         | 1      | 2      | 3      | 4      | 5      | 6      | 7      | 8      | 9      | 10     | 11          | 12          | CM     | Total net | Rang final |
| ------------------------------- | ------------------- | ------ | ------ | ------ | ------ | ------ | ------ | ------ | ------ | ------ | ------ | ----------- | ----------- | ------ | --------- | ---------- |
| Dolores Moreira                 | Laser Radial femmes | 23     | 11     | 17     | 31     | 33     | 23     | 24     | 22     | 10     | 12     | Non disputé | Non disputé | EL     | 173       | 22e        |
| Pablo Defazio Dominique Knüppel | Nacra 17 mixte      | Dsq    | 15     | 17     | 17     | 17     | 17     | 11     | 18     | 15     | 16     | 17          | 19          | EL     | 179       | 18e        |